# Elizabeth Blackburnová
Elizabeth (Liz) Helen Blackburn (* 26. listopadu 1948, Hobart, Tasmánie) je americká bioložka australského původu. Vystudovala univerzitu v Melbourne, doktorát získala v roce 1975 na University of Cambridge. Od roku 1990 je profesorkou biologie a fyziologie na Kalifornské universitě v San Francisku.
V roce 2009 byla společně s Carol W. Greiderovou (pracovala u Blackburnové během svého postgraduálu) a Jackem W. Szostakem oceněna za objev telomerázy Nobelovou cenou za fyziologii a lékařství. Je první australskou nositelkou Nobelovy ceny. Tento výzkum představuje naději pro léčbu rakoviny, odhaluje záhadu stárnutí a nabízí biologické souvislosti mezi životními podmínkami a délkou života.
Blackburn pracovala také v oblasti lékařské etiky a za prezidenta Bushe byla kontroverzně odvolána z Rady pro bioetiku. 170 vědců podepsalo na její podporu otevřený dopis prezidentovi, v němž uvedli, že byla propuštěna kvůli politickému nesouhlasu s jejími názory.

## Dětství a mládí
Elizabeth Blackburn se narodila 26. listopadu 1948 v Hobartu v Tasmánii jako druhá ze sedmi dětí. Oba rodiče byli praktičtí lékaři. Když byly Elizabeth čtyři roky, rodina se přestěhovala do města Launceston, kde Elizabeth navštěvovala do svých šestnácti let dívčí školu Broadland House Church of England Girls' School. V dětství ji fascinovala zvířata, od medúz na pláži až po pulce, které chovala doma ve sklenicích. Byla také okouzlena romantikou vědeckého bádání, pořád dokola si četla životopis Marie Curie a svůj pokoj si vyzdobila vlastnoručně malovanými obrázky aminokyselin.
Střední školu studovala v Melbourne, kam se rodina přestěhovala, a dosáhla velmi dobrých výsledků v závěrečných státních maturitních zkouškách. Ve studiu proto pokračovala na Melbournské univerzitě, kde v roce 1970 získala titul bakaláře a v roce 1972 titul magistra věd v oboru biochemie. V roce 1975 pak získala doktorát na Darwin College na univerzitě v Cambridge za práci s Frederickem Sangerem v laboratoři molekulární biologie, kde vyvíjela metody sekvenování DNA pomocí RNA a také studovala bakteriofága Phi X 174.

## Vědecká kariéra
Při práci v laboratoři molekulární biologie v Cambridge se seznámila se svým budoucím manželem Johnem Sedatem a po svatbě hledala možnosti postdoktorského výzkumu na Yaleově univerzitě, kam měl manžel namířeno. Podařilo se jí domluvit si práci postdoktoranda v laboratoři Joea Galla na Yaleově univerzitě. Věnovala se zde výzkumu prvoka Tetrahymena thermophila. Sekvenovala DNA jeho telomer a zjistila, že telomery jsou tvořeny krátkými opakujícími se úseky DNA.
V roce 1978 se Blackburn stala docentkou molekulární biologie na Kalifornské univerzitě v Berkeley a pokračovala ve výzkumu telomer Tetrahymeny. Stále více se zajímala o funkci a uspořádání opakujících se úseků DNA, které tvoří konce chromozomů. V roce 1980 se seznámila se Szostakem, který se rovněž zabýval telomerami a kterého její výzkum zaujal. Oba začali spolupracovat na pochopení funkce telomer, přičemž jako modelové organismy pro svůj výzkum používali kvasinky i Tetrahymenu. V roce 1984 Blackburn a Greider, která byla v té době postgraduální studentkou, objevili telomerázu. Jejich další práce odhalily, že telomeráza hraje zásadní roli při udržování chromozomů, protože dokáže přidávat DNA do telomer, které se jinak po buněčném dělení zkracují a jsou hlavním faktorem určujícím délku života buňky. Ve svém pozdějším výzkumu se Blackburn věnovala studiu genetického složení a buněčných funkcí telomer a telomerázy a zkoumala interakce těchto buněčných složek a jejich roli při rakovině a stárnutí.
V roce 1990 Blackburn se přestěhovala na druhou stranu Sanfranciského zálivu na katedru mikrobiologie a imunologie Kalifornské univerzity v San Francisku (UCSF), kde v letech 1993-1999 působila jako vedoucí katedry a byla profesorkou biologie a fyziologie. Na konci roku 2015 se stala emeritní profesorkou UCSF a první prezidentkou Salkova institutu pro biologická studia v La Jolla v Kalifornii (2016–2018).
Blackburn spoluzaložila společnost Telomere Health, která nabízí veřejnosti testování délky telomer, ale později s ní přerušila kontakty.

### Nobelova cena

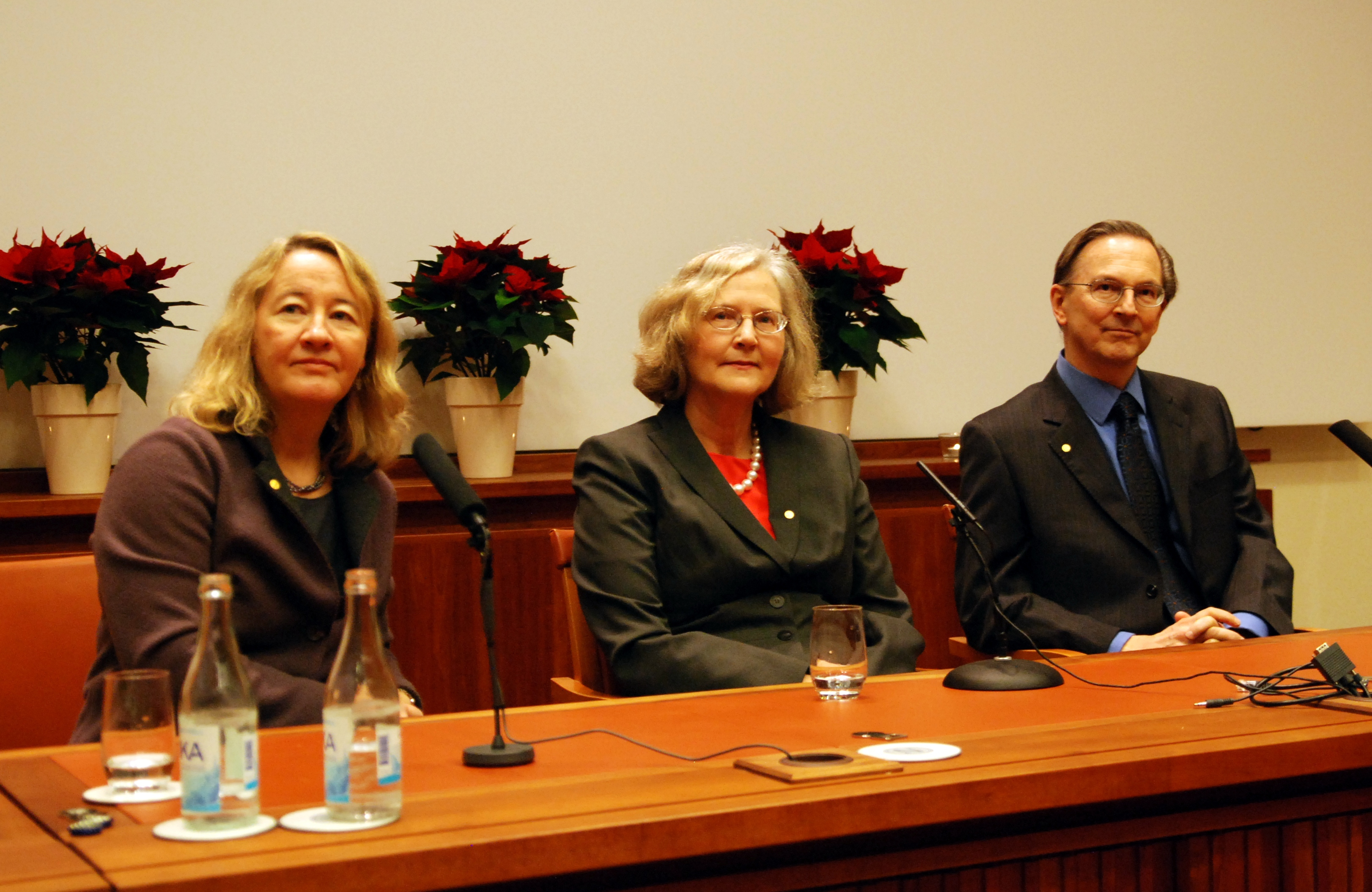
Tisková konference s laureáty Nobelovy ceny 2009: zleva Carol W. Greider, Elizabeth Blackburn a Jack W. Szostak

Geny organismu jsou uloženy v molekulách DNA, které se nacházejí v chromozomech uvnitř buněčných jader. Při dělení buňky je důležité, aby se její chromozomy zkopírovaly celé a nebyly poškozeny. Každý chromozom má na konci čepičku neboli telomeru, která ho chrání. V roce 1980 Elizabeth Blackburn zjistila, že telomery mají zvláštní DNA. V roce 1982 spolu s Jackem Szostakem dále prokázali, že tato DNA brání rozpadu chromozomů. V roce 1984 Blackburn a Carol Greider objevily enzym telomerázu, který vytváří DNA telomer. Za svůj výzkum a přínos k poznání telomer a enzymu telomerázy získali Elizabeth Blackburn, Carol Greider a Jack Szostak Nobelovu cenu za fyziologii a lékařství za rok 2009. Předpokládá se, že telomery i telomeráza hrají klíčovou roli při stárnutí a onemocněních jako rakovina. Jejich práce pomohla nastartovat nové oblasti výzkumu v této oblasti.

### Bioetika
Blackburn byla v roce 2002 jmenována členkou prezidentské Rady pro bioetiku. Na rozdíl od Bushovy administrativy podporovala výzkum lidských embryonálních buněk. Její působení v Radě bylo ukončeno na základě nařízení Bílého domu dne 27. února 2004. Blackburn se domnívá, že byla z Rady odvolána kvůli svému nesouhlasu s postojem Bushovy administrativy k výzkumu kmenových buněk. Na její podporu vystoupilo mnoho vědců a 170 z nich podepsalo otevřený dopis prezidentovi, v němž uvedli, že byla odvolána z politických důvodů kvůli nevyhovujícím doporučením.

### Kniha o telomerách
V knize The Telomere Effect: A Revolutionary Approach to Living Younger, Healthier, Longer (tj. „Účinek telomer: revoluční přístup k mladšímu, zdravějšímu a delšímu životu“, 2017), kterou Blackburn napsala spolu s psycholožkou Elissou Epel, tvrdí, že určitý životní styl jako správné stravování, dobrý spánek a pozitivní naladění mysli „mohou pomoci snížit výskyt chronických onemocnění a zlepšit životní pohodu až na úroveň jednotlivých buněk a po celý náš život.“

## Osobní život
Během práce v laboratoři molekulární biologie MRC v Cambridge se Blackburn seznámila se svým budoucím manželem Johnem Sedatem. Sedat přijal místo na Yaleově univerzitě, kde se pak Blackburn také rozhodla dokončit postdoktorské studium. Přestěhovali se do New Havenu a brzy nato se vzali. V prosinci roku 1986 se jim narodil syn Benjamin David.